# Железничка станица Стапари
Железничка станица Стапари је једна од железничких станица на прузи Београд—Бар. Налази се насељу Стапари у граду Ужицу. Пруга се наставља у једном смеру ка Сушици и у другом према Ужицу. Железничка станица Стапари састоји се из 3 колосека.

## Повезивање линија
- Пруга Београд—Бар